# Leiophron brimleyi
Leiophron brimleyi är en stekelart som först beskrevs av Loan 1974.  Leiophron brimleyi ingår i släktet Leiophron och familjen bracksteklar. Inga underarter finns listade i Catalogue of Life.